# Ar-Rahman

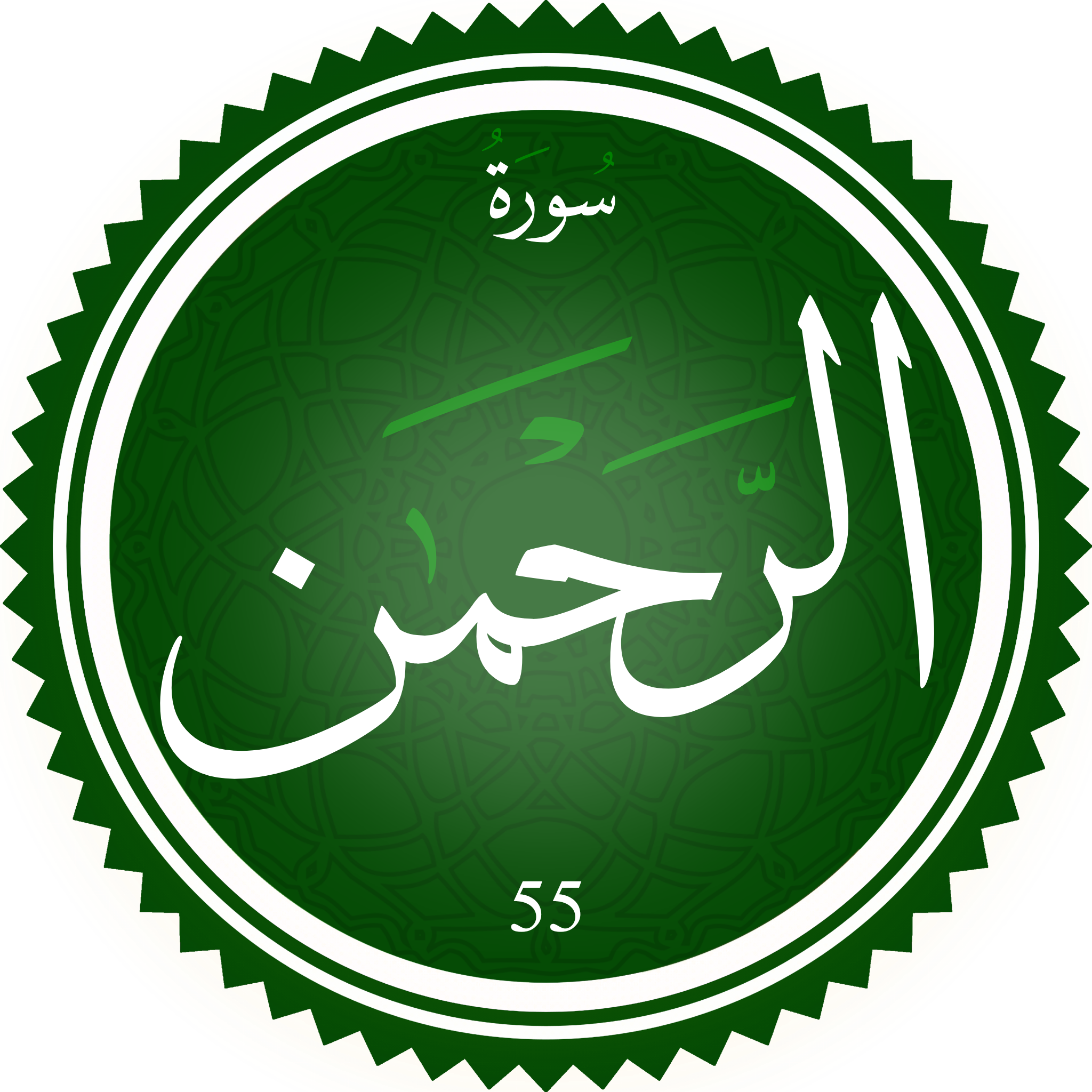
Sura al-Rahman.

ar-Rahmān (arabiska: سورة الرحمن) ("Den Nåderike"), ett av Guds 99 namn, är den femtiofemte suran i Koranen med 78 verser (ayah). Den har den återkommande ledversen: 

"Vilket av er [allsmäktige] Herres verk vill ni båda då förneka?"
بِسْمِ اللّهِ الرَّحْمَنِ الرَّحِيمِ
Fa-biayyi alaa'i Rabbi kuma tukadhdhi ban?

Ar-Rahmān betraktas ofta som 'Koranens skönhet', i enlighet med en hadith: Abdullah Ibn Mas'ud angav att profeten Muhammed sade "Allt har en utsmyckning och Koranens utsmyckning är Ar-Rahmān" [Bayhaqi i Shuab al-Eiman]. Suran uppenbarades i Medina.
Suran demonstrerar och visar resultaten av Allahs nåd och älskvärdhet, vilket är uppenbart från början till slutet.
Den bestämda formen ar-raḥmānu har liksom Allāh ett långt ā som oregelbundet förblir outtryckt i skrift, الرحمن, men som kan anges av en diakritisk alif. Den obestämda formen raḥmānun har å andra sidan en alif, رحمان. Ordet kommer från den arabiska ordstammen R-Ḥ-M, "att känna sympati eller medlidande", och är ett av Guds attribut, översatt som "den Nåderike, den Barmhärtige". Det sammanfaller med ar-raḥīm och ar-raḥmān i basmalan (islams konsekrationsformel).